# Arras (direito)
Arras ou sinal é a entrega, por parte de um dos contratantes, de coisa ou quantia que significa a firmeza da obrigação contraída ou garantia da obrigação pactuada. Quando a coisa entregue é do mesmo gênero do restante da obrigação, as arras são consideradas como princípio de pagamento.
Existem dois tipos de arras:
Confirmatórias
Confirmatórias ou arras propriamente ditas, quando representam uma prestação efetiva, realizada em garantia da conclusão de um contrato; Ver arts. 417 a 419 do Código Civil brasileiro de 2002.
Penitenciais
Penitenciais, se há cláusula de arrependimento, caso em que a perda da prestação constitui a pena, tem o caráter de cláusula penal compensatória.
Nos tempos antigos, o Arras foi chamado diversas vezes de "Um centavo sério", ou "Arles centavo", ou o Deus de prata (em latim Argentum Dei). Era uma valiosa moeda ou sinal dado para vincular um negócio, nomeadamente para a compra ou locação de um servo.
Quando a operação é liquidada em seguida, o depósito é aplicado a parte do comprador dos custos restantes. Se a oferta for rejeitada, o dinheiro é normalmente devolvido, uma vez que nenhum contrato obrigatório foi celebrado. As leis variam quanto ao que acontece com o depósito caso o comprador não cumpra o contrato.